# Рыбное (Тамбовская область)
Ры́бное — село в Моршанском районе Тамбовской области России. Входит в состав Алгасовского сельсовета.

## География
Село находится в междуречье реки Вобша, её притока Разазовки и впадающей в последнюю реки Тяновка, на расстоянии 24 км к северо-западу от города Моршанск, административного центра района, и 103 км к северо-востоку от города Тамбов, административного центра области.

### Часовой пояс
Село Рыбное, как и вся Тамбовская область, находится в часовой зоне МСК (московское время). Смещение применяемого времени относительно UTC составляет +3:00.

## Население
| 2002 | 2010 |
| ---- | ---- |
| 484  | ↘400 |

### Национальный состав
Согласно результатам переписи 2002 года, в национальной структуре населения русские составляли 98 % из 484 чел.